# Івана Нінкович
Івана Нінкович (нар. 15 грудня 1995) — боснійська плавчиня.
Учасниця Олімпійських Ігор 2012 року.